# Ciência política
Ciência política ou politologia é o estudo da política — dos sistemas políticos, das organizações e dos processos políticos. Envolve o estudo da estrutura (e das mudanças de estrutura) e dos processos de governo — ou qualquer sistema equivalente de organização humana que tente assegurar segurança, justiça e direitos civis. Os cientistas políticos, também chamados politólogos, podem estudar instituições como empresas, sindicatos, igrejas, ou outras organizações cujas estruturas e processos de ação se aproximem de um governo, em complexidade e interconexão. Existe no interior da ciência política uma discussão acerca do objeto de estudo desta ciência, que, para alguns, é o Estado e, para outros, o poder. A primeira posição restringe o objeto de estudo da ciência política; enquanto a segunda amplia. A posição da maioria dos cientistas políticos (também chamados de politólogos), segundo Maurice Duverger, é essa visão mais abrangente de que o objeto de estudo da ciência política é o poder.
O termo ciência política foi cunhado em 1880 por Herbert Baxter Adams, professor de História da Universidade Johns Hopkins. A ciência política é a teoria e prática da política e a descrição e análise dos sistemas políticos e do comportamento político. Abrange diversos campos, como a teoria e a filosofia políticas, os sistemas políticos, ideologia, teoria dos jogos, economia política, geopolítica, geografia política, análise de políticas públicas, política comparada, relações internacionais, análise de relações exteriores, política e direito internacionais, estudos de administração pública e governo, processo legislativo, direito público (como o direito constitucional) e outros.
A ciência política emprega diversos tipos de metodologia. As abordagens da disciplina incluem a filosofia política clássica, interpretacionismo, estruturalismo, behaviorismo, racionalismo, realismo, pluralismo, institucionalismo e igualitarismo. Na qualidade de uma das ciências sociais, a ciência política usa métodos e técnicas que podem envolver tanto fontes primárias (documentos históricos, registros oficiais) quanto secundárias (artigos acadêmicos, pesquisas, análise estatística, estudos de caso e construção de modelos). Ainda que o estudo de política tenha sido constatado na tradição ocidental desde a Grécia antiga, a ciência política propriamente dita constituiu-se tardiamente. Esta ciência, no entanto, tem uma nítida matriz disciplinar que a antecede como a filosofia moral, filosofia política, política econômica e história, entre outros campos do conhecimento cujo objeto seriam as determinações normativas do que deveria ser o estado, além da dedução de suas características e funções.
Muitos pesquisadores colocam que a ciência política difere da filosofia política e seu surgimento ocorreria, de forma embrionária, no século XIX, época do surgimento das ciências humanas, tais como a sociologia, a antropologia, a historiografia, a arqueologia, a demografia, entre outras.

## Função
Cientistas políticos estudam a distribuição e transferência de poder em processos de tomada de decisão. Por causa da frequente e complexa mistura de interesses contraditórios, a ciência política é frequentemente um exemplo aplicado da Teoria dos jogos. Sob esta óptica teórica, os cientistas políticos olham os ganhos - como o lucro privado de pessoas ou das empresas ou da sociedade (o desenvolvimento econômico- e as perdas - como o empobrecimento de pessoas ou da sociedade (veja Corrupção política) - como resultados de uma luta ou de um jogo em que existem regras não explícitas que a pesquisa deve explicitar.
A ciência política busca desenvolver tanto teses positivas, analisando as políticas, quanto teses normativas, fazendo recomendações específicas. Cientistas políticos medem o sucesso de um governo e de políticas específicas examinando muitos fatores, inclusive estabilidade, justiça, riqueza material, e paz. Enquanto os historiadores olham para trás, buscando explicar o passado, os cientistas políticos tentam iluminar as políticas do presente e predizer e sugerir políticas para o futuro.
O estudo de ciência política é complicado pelo envolvimento frequente de cientistas políticos no processo político, uma vez que suas teorias frequentemente servem de base para ação, opção e prática de outros profissionais, como jornalistas, grupos de interesse especiais, políticos, e o eleitorado. Cientistas políticos podem trabalhar como assessores de políticos, ou até mesmo se candidatarem a cargos políticos eles próprios.

## Campos da ciência política
A ciência política faz parte das ciências sociais e por isso é uma ciência bastante complexa, pois analisa o Estado, a soberania, a hegemonia, os regimes políticos, os governos, as linhas históricas destas partes da política nos países desde a antiguidade até hoje e a influência que têm sobre a sociedade incluindo as Relações Internacionais.
Existem três formas de se abordar os objetos de estudo desta ciência:
- Política descritiva, ou empírica: nesta linha os pesquisadores optam por análises meramente empíricas da realidade política. Sendo uma ciência muito controversa, esta fase, ou opção da análise política é de fundamental importância na coleta de dados fiéis à realidade, distinguindo-se - assim - das teorias normativas;
- Teoria política: nesta abordagem, os pesquisadores partindo dos dados empíricos articulam-nos à teoria política propriamente dita para compreender e explicar a realidade considerando insuficiente a mera descrição da realidade tal como é;
- Política comparada: fundamental na ciência política, esta abordagem da pesquisa busca, através de comparações entre diversas realidades sócio-históricas, elementos mais gerais da realidade política das sociedades. Também aqui é necessária a mediação do dado empírico com a teoria, mas desta vez, através da comparação, tenta-se chegar a elementos generalizáveis da realidade política e questionar hipóteses ou teorias feitas a respeito de uma única realidade delimitada.

Para que este estudo seja feito de maneira precisa, a Ciência Política é dividida em alguns ramos específicos de assunto a ser tratado em questões políticas, tais como:
- Política financeira;
- Política econômica;
- História da ciência política;
- Geografia política;
- Política jurídica.

## Conceitos
A ciência política constitui um conceito operacional e possível, difícil de definir, porque existem várias definições para ela. A onipresença virtual da política nos factos ou a sua politização pode depender da correlação entre as forças políticas e ainda de acontecimentos que tenham maior ou menor impacto na opinião pública. Também o contexto internacional pode contribuir para a politização de um determinado facto.

### Conceito operacional
Disciplina social e autónoma que engloba atividades de observação; de análise; de descrição; comparação; de sistematização e de explicação dos fenómenos políticos e sociais que englobam também a teoria geral do estado.
Teses sobre o objecto de estudo da Ciência Política:

### Como ciência do Estado
Já desde a Antiga Grécia que a ação política desenvolvida na pólis (cidade) se encontrava estreitamente ligada ao Estado. Mais tarde, também Prélot veio reafirmar esta ideia clássica de que a ciência política estava ligada e que se centrava no Estado. Esta posição assumida por Prélot foi criticada pelos seus colegas por considerarem o Estado uma parcela redutora de tudo aquilo que a ciência política estuda. No entanto, e em sua defesa, Prélot defende que o Estado tem de ser visto de uma forma mais profunda, daí que chamasse a atenção para os fenómenos que dele decorriam (inter-estatais; supra-estatais; infra-estatais; e para-estatais). A crítica, no entanto, manteve-se, por considerarem que era uma ideia desatualizada, uma vez que apenas considera o Estado enquanto Soberano.

### Como ciência do poder
As modalidades de exercício do poder, a concentração de poder, interessam à ciência política desde que sejam fonte de poder. A manifestação de poder define-se pela capacidade de obrigar outros a aceitar ou adotar um determinado comportamento que se agride.

### Como ciência do poder político
Estuda o poder gerado numa sociedade politicamente organizada e estruturada, quando exercido como coação.

### Como ciência dos sistemas políticos
Estuda o conjunto de interações através da qual se processa a distribuição autoritária de recursos numa determinada sociedade (concepção originada por David Easton).
Surge, então, como o estudo das estruturas e processos pelos quais o sistema político de uma sociedade persegue sua permanência, ao mesmo tempo que procede à distribuição imperativa dos recursos de que tal sociedade se vale, em seu funcionamento.

### Objeto de estudo da ciência política
A ciência política estuda o Estado e as suas relações com os grupos humanos. Estuda, ainda, os agentes políticos internos que lutam pela conquista, aquisição e pelo exercício do poder, ou pelo menos de influencia-lo, visando a satisfação dos seus interesses. Estuda, também, os agentes políticos internacionais que influenciam ou tentam influenciar o comportamento dos órgãos que no quadro de uma sociedade nacional exercem o poder político máximo.

### Utilidade da ciência política
A utilidade da ciência política baseia-se na existência de uma disciplina que consiga sistematizar os processos, movimentos e instituições políticas, isto é, os fenômenos políticos. Ajuda através dos seus instrumentos analíticos e teorias a uma melhor compreensão dos sistemas políticos, o que vai proporcionar um melhor conhecimento e aperfeiçoamento dos sistemas políticos, e que vai permitir aos cidadãos mais esclarecidos intervir na legitimação do poder e participar de forma activa na vida política dos Estados.

## Relevância acadêmica
Na Grécia Antiga, para Aristóteles a política deveria estudar a pólis e as suas estruturas e instituições (a sua constituição e conduta). É considerado o pai da ciência política, porque considerou a política a ciência “maior”, ou mais importante do seu tempo. Criou, ainda, um método de observação que permitiu uma sistematização e explicação dos fenómenos sociais. Preocupava-se com um governo capaz de garantir o bem-estar geral (o bom governo).
No século XVI, Maquiavel e a sua obra dão origem à modernidade política. A sua preocupação era a criação de um governo eficaz que unificasse e secularizasse a Itália. Defende um príncipe ou dirigente de governo sem preocupações morais ou éticas, um dirigente que não olha a sensibilidades para atingir os seus fins. A política, era assim a arte de governar, ou seja, uma técnica que permitisse ao dirigente ou governante alcançar os fins independentemente dos meios, não visa a realização geral mas sim pessoal. Introduziu, ainda, um método comparativo-histórico, fazendo comparação entre dirigentes da sua época e de épocas anteriores através de exemplos. Introduziu, também, e reforçou a importância do Estado e da Instituição Estatal.
Na segunda metade do século XVI, Jean Bodin escreve “República”, obra que era também uma sistematização e explicação dos fenómenos políticos. Dá também grande relevância à ideia de soberania do Estado, é com base nesta teoria de soberania do Estado que Bodin cria o conceito de soberania (segundo o qual, o poder não tem igual na ordem interna e nem superior na ordem externa). Divide, portanto, o Estado em ordem interna e ordem externa e apenas considera um Estado soberano, se este for superior nestas duas dimensões.
No século XVIII, Montesquieu em pleno iluminismo, difunde ideias políticas que têm por base a acção humana. Esta surge, assim, como alternativa às ideias de Aristóteles, chamando a atenção para a “natureza das coisas”. Procurou explicar a natureza das coisas pelas suas idiossincrasias. Foi com Montesquieu que a geografia dos Estados ou a geopolítica se tornou um elemento importante na análise política. Introduz o método comparativo de base geográfica. Faz a distinção entre república, monarquia e despotismo, afirmando que este último deveria ser erradicado e afastado, na república o poder pertence ao povo ou a uma parte esclarecida deste, na monarquia o poder pertence ao monarca, no despotismo, o poder pertence a um indivíduo, o déspota que governa sem honra e que utiliza o terror e a violência como forma de governação. Para erradicar o despotismo, Montesquieu apresenta a teoria da separação de poderes, de forma que o poder seja descentralizado das mãos de uma só pessoa para que não o use em proveito próprio. Resolvia-se então o perigo do despotismo com a institucionalização da separação de poderes.
A partir da segunda metade do século XVIII, a investigação dos fenómenos políticos começaram a perder terreno e a dar lugar a ciências como a sociologia, o direito e a economia. Embora a ciência política não tenha desaparecido.
A prová-lo está o contributo dado por três autores e pensadores do século XIX. Auguste Comte (alertou para a necessidade de analisar com objectividade os fenómenos ou factos políticos); Alexis de Tocqueville (chama a atenção para o estudo do sistema político norte-americano, na sua análise introduziu um conjunto de entrevistas, o que lhe permitiu uma comparação entre estas e irradiar erros ou alguma falha possível, fazendo um quadro onde apresentava detalhadamente o sistema político norte-americano como se de uma fotografia se tratasse); Karl Marx (introduz uma nova perspectiva de abordagem dos fenómenos políticos e de poder, uma vez que faz uma análise do ponto de vista económico e social, o fenómeno político é uma consequência das relações de produção, e o regime político era o reflexo da organização das forças produtivas). É também nesta altura que surgem as ciências políticas especializadas em determinados fenómenos (economia política, direito político, geografia política, etc.)
Nos finais do século XIX a ciência política é reconhecida nos EUA nas universidades, como forma de combater o caciquismo no poder local e a corrupção nos partidos políticos.
Só após a Segunda Guerra Mundial, a ciência política volta a ganhar relevo e a tornar-se também uma disciplina autónoma nos quadros das universidades europeias. Além disso ganha força a análise de sistemas eleitorais, e também do comportamento do eleitorado.
Os fenómenos que contribuíram para o reforço da ciência política foram a proliferação dos sistemas democráticos, dos partidos políticos, dos mass media, de organizações internacionais, pelo próprio sistema internacional, etc. Estes factos levaram ao aumento de estudos sobre estes assuntos, o que suscitou também uma maior proliferação da ciência política (criação da IPSA, associação onde cientistas políticos discutiam as suas posições e que deu origem a outras organizações sobre a mesma temática)

## No Brasil
A ciência política brasileira institucionalizou-se há relativamente pouco tempo. Ainda em meados dos anos 1960, seu principal veículo era a Revista Brasileira de Estudos Políticos, no entanto editada pela Faculdade de Direito da Universidade Federal de Minas Gerais (UFMG). A Associação Brasileira de Ciência Política (ABCP) só foi fundada em 1975 e só passou a atuar efetivamente a partir de 1995. Os encontros da ABCP são realizados a cada dois anos e reúnem os principais cientistas políticos do país.
Os dois nomes fundadores centrais da ciência política no Brasil são Fábio Wanderley Reis, da UFMG, e Wanderley Guilherme dos Santos, do antigo Instituto Universitário de Pesquisas do Rio de Janeiro (IUPERJ). Hoje, sob influência das matrizes norte-americanas, a maior parte da disciplina opera com modelos neo-institucionalistas e de "escolha racional", que estilizam fortemente a ação política, seja reduzindo o número de atores envolvidos (tipicamente, resumindo-os a "candidatos" e "eleitorado" ou a "executivo" e "legislativo"), seja eliminando a discussão sobre a formação de suas preferências. Os modelos, assim, dizem respeito mais a si mesmos do que ao mundo real externo. Entre as exceções destacam-se grupos do Departamento de Ciência Política da UFMG, com Leonardo Avritzer e o Projeto Democracia Participativa (Prodep), inspirado pela teoria habermasiana e que associou-se estreitamente ao estudo dos modelos de participação dos governos do Partido dos Trabalhadores (PT), e do Instituto de Ciência Política da Universidade de Brasília (UnB), com Luis Felipe Miguel e o Grupo de Pesquisa sobre Democracia e Desigualdades (Demodê), que adotam uma postura radical democrática, com  influências combinadas do marxismo e do feminismo.
Até recentemente, não havia uma publicação institucional da Ciência Política brasileira, tal como a American Political Science Review nos Estados Unidos. Em março de 2007, a Associação Brasileira de Ciência Política. publicou o primeiro número da Brazilian Political Science Review. No entanto, a publicação, que é apenas eletrônica e em língua inglesa, ainda está longe de se constituir em referência na disciplina. Atualmente, os principais artigos brasileiros da área são publicados nas revistas Dados, que era do IUPERJ e hoje está ligada à UERJ, Lua Nova, do Centro de Estudos de Cultura Contemporânea, de São Paulo; na Revista Brasileira de Ciências Sociais, da Associação Nacional de Pós-Graduação e Pesquisa em Ciências Sociais (ANPOCS); ou, então, na Revista de Sociologia e Política, da UFPR.